# Paralissotes reticulatus
Espèce
Paralissotes reticulatus est une espèce d'insectes coléoptères originaire de Nouvelle-Zélande.

## Description
Les mâles ont une longueur de 12,7 à 21,8 mm mandibules comprises ; les femelles mesurent de 13,8 à 21,3 mm. Leur exosquelette est d'un noir brillant. Ce lucanidé tient son nom du motif réticulé des zones écailleuses et des zones non écailleuses. Sa tête est plus large en avant des yeux. Les mâles et les femelles ont des mandibules de mêmes dimensions. Comme d'autres espèces de Paralissotes, ce coléoptère possède des vestiges d'ailes.

## Répartition
Paralissotes reticulatus est l'espèce la plus répandue dans son genre, ayant été prélevée dans la Baie de l'Abondance, au sud de la région de Canterbury en Nouvelle-Zélande. On en trouve dans des régions proches du niveau de la mer et jusqu'à une altitude d'environ 950 m.

## Habitat
Comme d'autres Lucanidae, des Paralissotes reticulatus adultes ont été prélevés sous des rondins en désagrégation. Les larves sont trouvables à l'intérieur de troncs d'arbres en décomposition. Comme d'autres espèces de Paralissotes, c'est un coléoptère principalement nocturne, mais il peut être observé la journée si l'humidité est élevée.